# Lumbricillus niger
Lumbricillus niger is een ringworm uit de familie van de Enchytraeidae. De wetenschappelijke naam van de soort is voor het eerst geldig gepubliceerd in 1909 door Southern.